# Camptrodoxa inclyta
Camptrodoxa inclyta är en fjärilsart som beskrevs av Edward Meyrick 1925. Camptrodoxa inclyta ingår i släktet Camptrodoxa och familjen vecklare. Inga underarter finns listade i Catalogue of Life.